# یاکوب پینس
یاکوب پینس (به انگلیسی: Jacob Pins; ۱۷ ژانویهٔ ۱۹۱۷ – ۴ دسامبر ۲۰۰۵) هنرمند، استاد دانشگاه و نقاش اهل آلمان بود.

## زندگی
یاکوب پینس در هخستر آلمان به دنیا آمد. پدر او دکتر لئو پینز، دامپزشک، و مادرش ادا لیپر بود.
او در سال ۱۹۳۶ برای تحصیل هنر به فلسطین مهاجرت کرد. پدرش به‌دلایل مالی سعی کرد او را از هنرمند شدن منصرف کند. برادر کوچک‌تر او، رودلف، در سال ۱۹۳۴ به ایالات متحده نقل‌مکان کرد. پدرش به بوخنوالد فرستاده شد. در جولای 1944، پدر و مادرش در محله یهودی‌نشین ریگا درگذشتند.
پینز ابتدا در یک کیبوتص زندگی کرد که در سال ۱۹۴۱ منحل شد. سپس او به اورشلیم نقل‌مکان کرد و در مدرسه خصوصی کوچک خود زیر نظر استادش، یاکوب اشتاین‌هارت، که او نیز یک مهاجر آلمانی بود، چوب‌تراشی و لینوتراشی آموخت. او در یک اتاق کوچک در فقر زندگی و با یک رژیم غذایی ناچیز زندگی می‌کرد. او تحصیلات خود را در آکادمی هنر و طراحی بزالل ادامه داد.
پینس با السا ازدواج کرده بود که موضوع تعدادی از چاپ‌های او بود. آن‌ها فرزندی نداشتند. پینس اولین چاپ شرقی خود را در سال ۱۹۴۵ خرید و خانه‌ای در خیابان اتیوپی، روبروی کلیسای اتیوپی، خریداری کرد و تا پایان عمر در آنجا زندگی کرد. او تا زمان مرگش به جمع‌آوری ادامه داد و یکی از برجسته‌ترین مجموعه‌داران آثار هنری اسرائیل بود. کتاب او در مورد چاپ ستون ژاپنی، هاشیرا-ای، اثر قطعی در این زمینه است. پینز در دسامبر ۲۰۰۵ در اورشلیم درگذشت. 